# Metabolus
Metabolus – rodzaj ptaków z rodziny monarek (Monarchidae).

## Zasięg występowania
Rodzaj obejmuje gatunki występujące na Karolinach i Marianach.

## Morfologia
Długość ciała 15–20 cm.

## Systematyka

### Etymologia
- Metabolus: gr. μεταβολος metabolos „zmienny”, od μεταβολη metabolē „zmiana”[5].
- Monarcharses: zbitka wyrazowa nazw rodzajów: Monarcha Vigors & Horsfield, 1827 (monarka) i Arses Lesson, 1830 (kryzówka)[6]. Typ nomenklatoryczny: Monarcha geoffroyi Hartlaub, 1868.

### Podział systematyczny
Do rodzaju należą następujące gatunki:
- Metabolus takatsukasae (Yamashina, 1931) – monarka białorzytna
- Metabolus godeffroyi (Hartlaub, 1868) – monarka czarnogłowa
- Metabolus rugensis (Hombron & Jacquinot, 1841) – monarka biała